# 林功懋
林功懋（1509年—1566年），字以謙，號竹溪，福建漳州府漳浦縣人，明朝政治人物。

## 生平
嘉靖十年（1531年）辛卯科福建鄉試第六十六名举人，十一年（1532年）壬辰科會試一百四十二名，廷試三甲四十三名進士。觀刑部政，授东莞知县，陞南京戶部主事，員外郎，郎中，贛州府知府。二十九年（1550年）二月升四川副使，備兵松潘，後升河南左参政，四十五年（1566年）七月转广西按察使，未任卒，時年五十八。大学士吕本为撰墓志銘。

## 家族
曾祖林燦，祖林祥；父林廷臣，字敬侯，號文峰，嘉靖十三年贡士，授长乐训导，以母老不赴任，年八十二卒。母陳氏。重慶下。兄松懋；德懋。子林士弘（承天知府）。。